# Montefollonico
Montefollonico is een plaats (frazione) in de Italiaanse gemeente Torrita di Siena.